# 타일

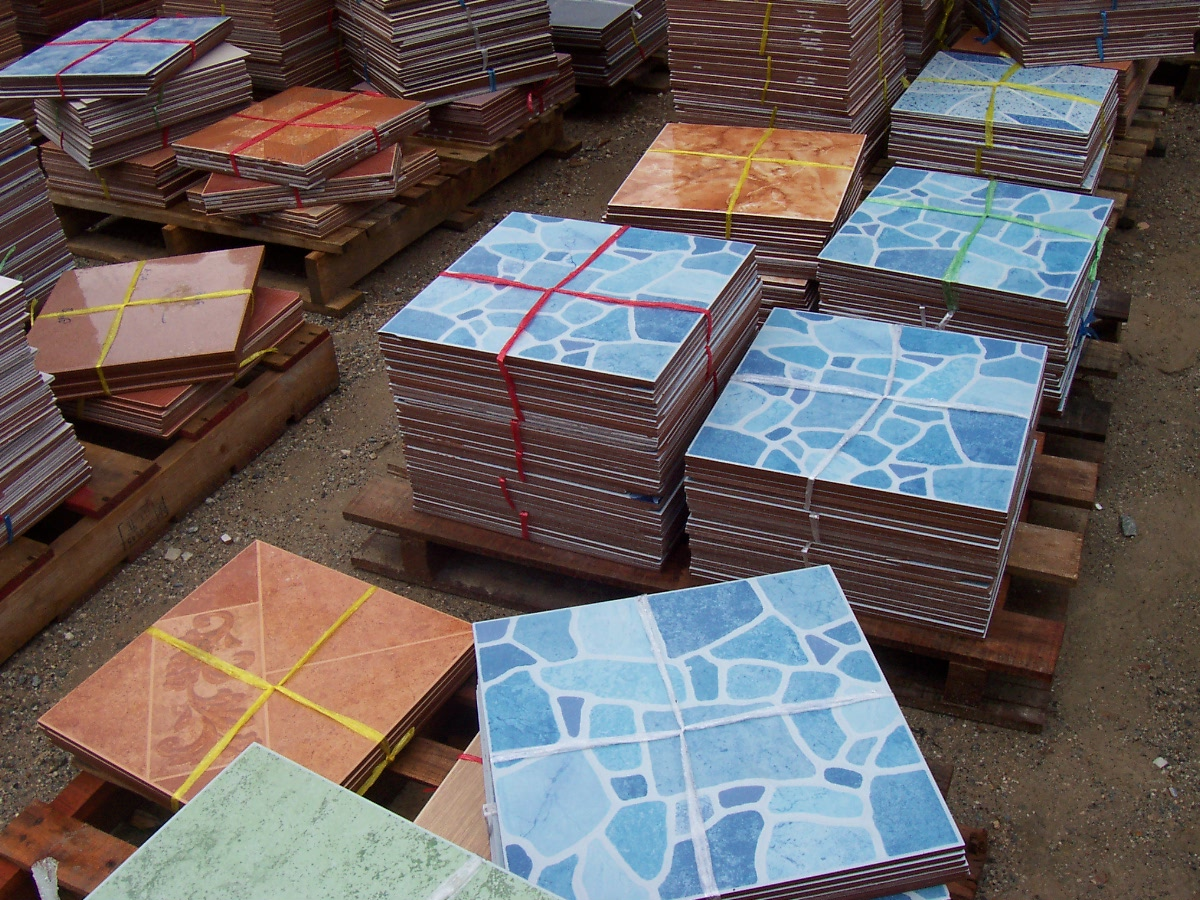
타일

타일(tile)은 점토를 구워서 만든 작고 얇은 물건으로, 여러 가지 모양과 빛깔이 있는데, 벽·바닥 등에 붙여 치장하는 데 쓴다.

## 같이 보기
- 바닥타일
- 벽타일